# Mosh
Mosh（mobile shell）是一套從用戶端連到伺服器端的軟體。類似於Secure Shell，但還針對對行動環境的特性調整。

## 特性
- Mosh不綁定使用者端的IP地址，這使得使用者從行動網路（像是3G、4G）與WiFi之間切換時，不會造成連線中斷。[3]
- Mosh保持連線開啟，當此用者斷線時，伺服器端只會認定為暫時離線（sleep）讓使用者可以稍候連回來。相對的，SSH因為透過TCP，在使用者斷線時會造成連線中斷。[4]
- Mosh會試著在本地端馬上顯示使用者所輸入的按鍵，這使得使用者會感覺到更少的延遲。[5]

Mosh主要的缺點在於需要額外的設定，以及缺乏某些SSH能提供的功能（如连接转发）。

## 設計
相較於SSH，Mosh運作於不同層。SSH透過TCP雙向傳輸資料，Mosh則是在伺服器端模擬終端機，得知終端機上的內容後，再依據用戶端的網路速度計算要更新到用戶端的內容。這使得Mosh在速度不快的網路表現的很好。

## 支援系統
Mosh支援大多數的Linux套件、Mac OS X、FreeBSD、NetBSD、OpenBSD、Android、Solaris、Cygwin，以及Chrome App。

## 效能

### 漫遊
Mosh使用了State-Synchronization Protocol（SSP），這使得Mosh支援單封包漫遊。當用戶端切換IP位置時，不需要額外的封包進行認證，而用戶端也不需要知道自己已經切換位置了（這包括了用戶端可能使用NAT，而NAT本身切換IP位置）。

### 封包遺失
在Mosh作者的研究中，作者測試在29%封包遺失率的情況下，Mosh所使用的SSP比SSH有效降低大約五十倍的平均回應時間（從16.8秒降為0.33秒）。另外由史丹佛大學學生的研究則顯示大約30倍，從5.9秒降為0.19秒。

## 相關連結
- tmux
- Secure Shell
- 命令行界面

## 註解
1. ↑  . 2022年10月27日  [2022年10月29日].
2. ↑  .   [2018-01-18]. （原始内容存档于2018-10-26）.
3. ↑  
. 2012-10-19  [2018-01-18]. （原始内容存档于2020-09-27）.
4. ↑  . 2012-07-06  [2018-01-18]. （原始内容存档于2018-05-25）.}}
5. ↑  .   [2018-01-18]. （原始内容存档于2020-10-21）.
6. 1 2 3  .   [2016-04-27]. （原始内容存档于2020-08-06）.
7. ↑  .   [2016-04-30]. （原始内容存档于2018-10-26）.
8. ↑   (PDF).   [2016-04-30]. （原始内容存档 (PDF)于2016-03-14）.
9. ↑  .   [2016-04-30]. （原始内容存档于2020-11-18）.

## 外部連結
- （英文） Mosh: the mobile shell（页面存档备份，存于），官方網站。